# 阿齐姆·伊萨别科夫
阿齐姆·别伊申巴耶维奇·伊萨别科夫（羅馬化：Azimbek Beyshembayevich Isabekov；1960年4月4日—），吉尔吉斯斯坦政治家，吉尔吉斯斯坦尊严党创始人、主席，曾任吉尔吉斯斯坦总理。
| 前任： 费利克斯·库洛夫 | 吉尔吉斯斯坦总理 2007年1月29日-2007年3月29日 | 繼任： 阿尔马兹别克·阿坦巴耶夫 |